# Klubowy Puchar Europy kobiet w szachach (2009)
2009 – czternasty sezon Klubowego Pucharu Europy kobiet w szachach. Rozgrywki odbyły się w Ochrydzie w dniach 4–10 października 2009 roku. Tytuł zdobył rosyjski Spartak Widnoje.

## Format rozgrywek
Turniej odbywał się systemem szwajcarskim na dystansie siedmiu rund. W przypadku identycznej liczby punktów decydowała łączna liczba punktów uzyskanych przez zawodniczki, a przy dalszej równości – system Buchholza.

## Uczestnicy
W nawiasie podano średni ranking Elo. Źródło: OlimpBase
- Mika Erywań (2427)
- T-Com Podgorica (2455)
- Vandoeuvre-Echecs (2082)
- Samaia Tbilisi (2465)
- CE Monte-Carlo (2531)
- Polonia Votum Wrocław (2355)
- Ekonomist-SGSEU Saratów (2457)
- Spartak Widnoje (2510)
- CS Cotnari-Politehnica Iaşi (2428)
- BAS Belgrad (2403)
- Radnički Rudovci (2326)

## Rozgrywki

### Runda 1
Źródło: OlimpBase
4 października 2009
| CS Cotnari-Politehnica Iaşi – CE Monte-Carlo 2:2      |
| Spartak Widnoje – Mika Erywań 4:0                     |
| BAS Belgrad – Samaia Tbilisi 1½:2½                    |
| Ekonomist-SGSEU Saratów – Polonia Votum Wrocław 2½:1½ |
| Radnički Rudovci – T-Com Podgorica 1:3                |
| Vandoeuvre-Echecs pauza                               |

### Runda 2
Źródło: OlimpBase
5 października 2009
| Ekonomist-SGSEU Saratów – Spartak Widnoje 2:2 |
| T-Com Podgorica – Samaia Tbilisi 1:3          |
| CE Monte-Carlo – Vandoeuvre-Echecs 4:0        |
| Mika Erywań – CS Cotnari-Politehnica Iaşi 2:2 |
| Polonia Votum Wrocław – BAS Belgrad 2½:1½     |
| Radnički Rudovci pauza                        |

### Runda 3
Źródło: OlimpBase
6 października 2009
| Samaia Tbilisi – Spartak Widnoje 2:2               |
| CE Monte-Carlo – Ekonomist-SGSEU Saratów 2:2       |
| Vandoeuvre-Echecs – T-Com Podgorica 0:4            |
| CS Cotnari-Politehnica Iaşi – Radnički Rudovci 2:2 |
| Mika Erywań – Polonia Votum Wrocław 1½:2½          |
| BAS Belgrad pauza                                  |

### Runda 4
Źródło: OlimpBase
7 października 2009
| Samaia Tbilisi – Ekonomist-SGSEU Saratów 2:2      |
| T-Com Podgorica – Polonia Votum Wrocław 2:2       |
| Radnički Rudovci – CE Monte-Carlo 0:4             |
| Spartak Widnoje – CS Cotnari-Politehnica Iaşi 3:1 |
| BAS Belgrad – Vandoeuvre-Echecs 3:1               |
| Mika Erywań pauza                                 |

### Runda 5
Źródło: OlimpBase
8 października 2009
| CE Monte-Carlo – Samaia Tbilisi 1½:2½          |
| Polonia Votum Wrocław – Spartak Widnoje ½:3½   |
| Ekonomist-SGSEU Saratów – T-Com Podgorica 1½:½ |
| BAS Belgrad – Mika Erywań ½:3½                 |
| Vandoeuvre-Echecs – Radnički Rudovci 1½:2½     |
| CS Cotnari-Politehnica Iaşi pauza              |

### Runda 6
Źródło: OlimpBase
9 października 2009
| Spartak Widnoje – T-Com Podgorica 3½:½          |
| Samaia Tbilisi – Radnički Rudovci 1½:2½         |
| Mika Erywań – CE Monte-Carlo 2:2                |
| CS Cotnari-Politehnica Iaşi – BAS Belgrad 2:2   |
| Vandoeuvre-Echecs – Ekonomist-SGSEU Saratów 1:3 |
| Polonia Votum Wrocław pauza                     |

### Runda 7
Źródło: OlimpBase
10 października 2009
| Radnički Rudovci – Spartak Widnoje 1:3              |
| Polonia Votum Wrocław – Samaia Tbilisi 2:2          |
| Ekonomist-SGSEU Saratów – Mika Erywań 2½:1½         |
| CE Monte-Carlo – BAS Belgrad 3:1                    |
| CS Cotnari-Politehnica Iaşi – Vandoeuvre-Echecs 4:0 |
| T-Com Podgorica pauza                               |

## Klasyfikacja
Źródło: OlimpBase
| Msc | Zespół                      | M | W | R | P | Pkt |
| --- | --------------------------- | - | - | - | - | --- |
| 1   | Spartak Widnoje             | 7 | 5 | 2 | 0 | 12  |
| 2   | CE Monte-Carlo              | 7 | 3 | 3 | 1 | 9   |
| 3   | Samaia Tbilisi              | 7 | 3 | 3 | 1 | 9   |
| 4   | Ekonomist-SGSEU Saratów     | 7 | 3 | 3 | 1 | 9   |
| 5   | T-Com Podgorica             | 6 | 3 | 1 | 2 | 9   |
| 6   | CS Cotnari-Politehnica Iaşi | 6 | 1 | 4 | 1 | 8   |
| 7   | Polonia Votum Wrocław       | 6 | 2 | 2 | 2 | 8   |
| 8   | Radnički Rudovci            | 6 | 2 | 1 | 3 | 7   |
| 9   | Mika Erywań                 | 6 | 1 | 2 | 3 | 6   |
| 10  | BAS Belgrad                 | 6 | 1 | 1 | 4 | 4   |
| 11  | Vandoeuvre-Echecs           | 6 | 0 | 0 | 6 | 2   |